# Japonicrambus
Japonicrambus là một chi bướm đêm thuộc họ Crambidae.